# 범종

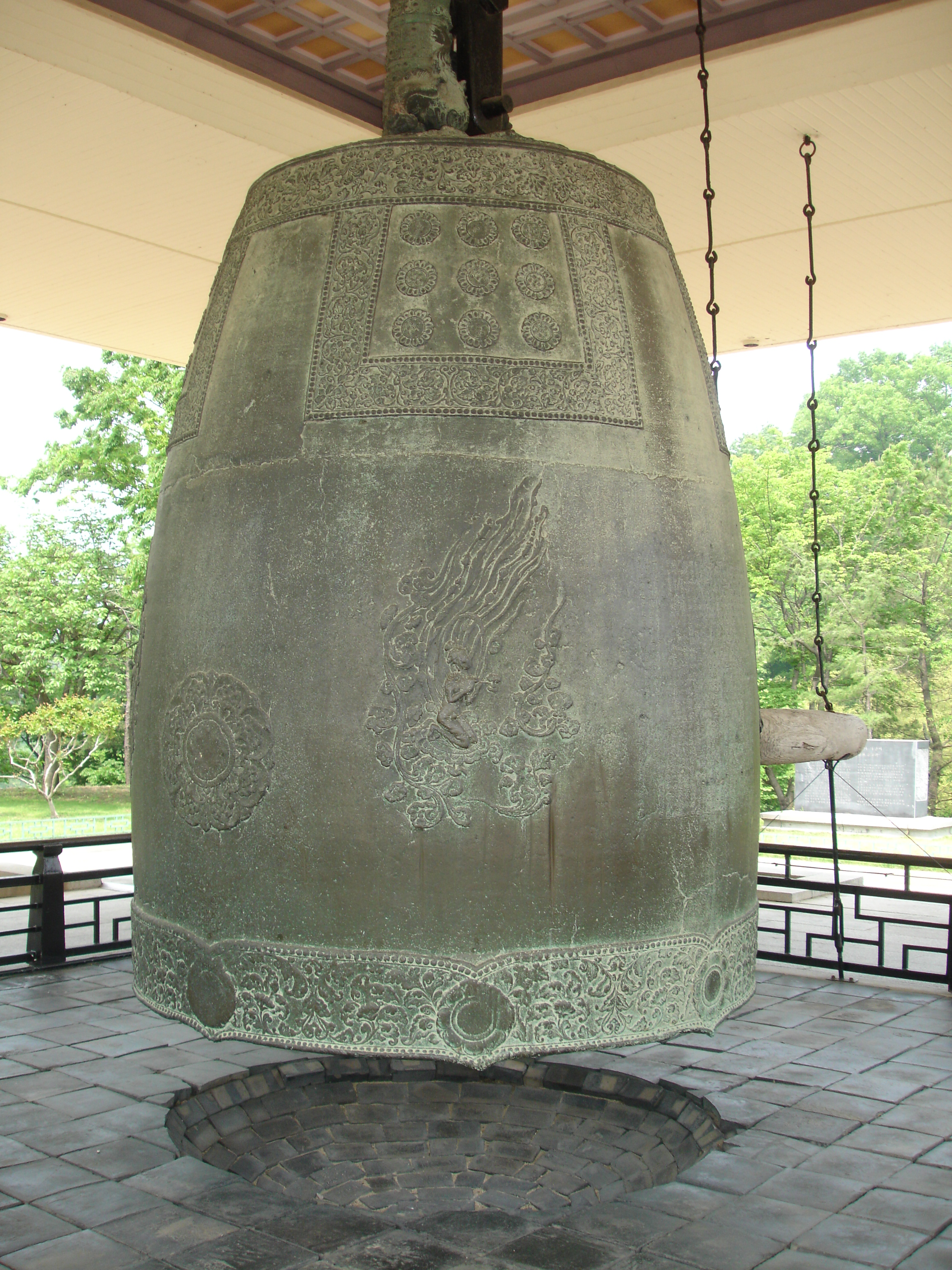
성덕대왕신종

범종(梵鐘)은 불교 사찰에 걸려 있는 커다란 종이다. 청동으로 만든 경우 동종, 철로 만든 경우 철종이라 한다.

## 구성
한국의 범종은 다른 국가의 범종들과 달리 용뉴 옆에 음통이라는 기구가 달려있는데, 주나라 시기 용종(甬鐘)에서 유래한 것으로 보고 용통이라고도 한다.